# Heinz Heydrich
Heinz Siegfried Heydrich (* 29. September 1905 in Halle (Saale); † 19. November 1944 in Riesenburg, Ostpreußen) war ein deutscher SS-Obersturmführer und jüngerer Bruder des späteren Obergruppenführers, Leiters des Reichssicherheitshauptamtes (RSHA) und Stellvertretenden Reichsprotektors in Böhmen und Mähren, Reinhard Heydrich.

## Leben
Heinz Heydrich war das jüngste von drei Kindern des Komponisten und Opernsängers Bruno Heydrich und seiner Ehefrau Elisabeth, geb. Krantz. Seine Geschwister waren der spätere NS-Politiker und SD-Chef Reinhard Heydrich und Maria Heydrich. 
Nach dem Schulbesuch studierte Heydrich zeitweise an der Technischen Hochschule in Dresden, brach das Studium aber vor 1931 ohne Abschluss ab.
Später arbeitete Heinz Heydrich als Journalist in Berlin. Er trat zum 1. Mai 1933 der NSDAP bei (Mitgliedsnummer 2.637.285) und war Mitglied der SS (SS-Nummer 36.225).

## Zweiter Weltkrieg
Ab Juni 1942 wurde Heinz Heydrich als Angehöriger der Panzerpropagandakompanie 697 im Zweiten Weltkrieg an der Ostfront für die Propagandazeitschrift Panzerfaust eingesetzt. Dass er in den Jahren 1943/44 in mindestens zwei Fällen die Deportation von ihm persönlich bekannten Juden verhinderte, indem er diesen gefälschte Ausreisevisa besorgte, ist dem Historiker Robert Gerwarth zufolge gesichert. Unter den Geretteten befand sich auch die jüdische Frau des Schauspielers Karl John.
Am 19. November 1944 erschoss sich Heydrich in Riesenburg, Ostpreußen. Die Motive für den Selbstmord bleiben unklar. Laut den autobiografisch gefassten Erinnerungen seines Sohnes Peter Thomas Heydrich habe sich sein Vater, so auch die Erzählung der Mutter, im Juni 1942 nach dem Attentat auf Reinhard Heydrich verändert. Er habe vor dem Staatsbegräbnis ein großes Paket mit Unterlagen seines Bruders erhalten, nach deren Lektüre er zunehmend abwesend und versteinert gewirkt habe. Sein Sohn Peter Thomas vermutet, dass er mit diesen Unterlagen nun „im vollen Umfang von der systematischen Ausrottung der Juden, also der sogenannten Endlösung, erfuhr“.
Mario R. Dederichs zufolge habe sich Heydrich erschossen, weil er der Auffassung gewesen sei, staatsanwaltschaftlich veranlasste Durchsuchungen der Redaktion der Panzerfaust im November 1944 hätten entsprechende Hinweise auf seine illegalen Unterstützungsaktionen ergeben, so dass er mit seinem Suizid seine Familie vor Nachstellungen der Gestapo habe schützen wollen. Eine Rolle für den Suizid könnte aber auch, so Gerwarth, ein bevorstehendes Gerichtsverfahren gegen ihn wegen Diebstahls und Korruption gespielt haben.
Heydrichs Grab befindet sich auf dem Soldatenfriedhof Riesenburg.

## Ehe und Familie
1931 heieatte Heydrich die Deutsch-Italienerin Gertrud Werther.
Aus der Ehe gingen fünf Kinder hervor, darunter der älteste Sohn, Peter Thomas Heydrich (1931–2000), der ein bekannter politischer Kabarettist, Chansonnier und Schauspieler wurde.